# Quercus deserticola
Quercus deserticola — вид рослин з родини букових (Fagaceae), поширений у більшій частині Мексики.

## Опис
Дерево 6–9 метрів; крона розлога, більша в ширину ніж у висоту. Кора сіра або темно кавова, з помітними сочевицями на старих гілочках. Гілочки зі щільним, жовтим вовнистим покривом. Листки опадні або напіввічнозелені, шкірясті, грубі, довгасті, зворотно-яйцюваті або еліптичні, 4–9 × 1.5–3 см; верхівка округла або тупа; основа округла іноді серцеподібна; край загнутий, товстий, цілий, або хвилеподібний, або зубчатий; верх темно жовто-зелений з деякими розсіяними волосками; низ блідіший сірувато-зелений, з густим запушенням; ніжка, 2–6 мм. Період цвітіння: квітень — травень. Чоловічі сережки 2–3 см завдовжки, з 18–20 квітами; жіночі суцвіття з 3–10 квітками. Жолуді поодинокі або до 3, на 3 см ніжці, яйцюваті, 15 мм завдовжки; чашечка закриває 1/3 горіха, у діаметрі 14–20 мм, з тупими лусочками; дозрівають першого року, у серпні — жовтні.

## Середовище проживання
Поширений у більшій частині Мексики. Росте на висотах від 2000 до 2900 метрів, у посушливих тропічних чагарниках і в дубових лісах.

## Використання
Цей вид використовується для вугілля, стовпів огорожі, інструментів та дров.